# Charles-Émile-Callande de Champmartin

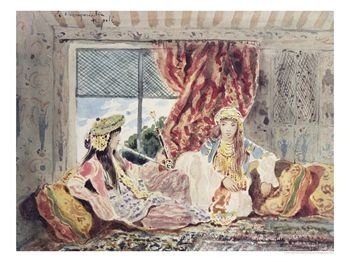
Harem a Trípoli

Charles-Émile-Callande de Champmartin (Bourges, 1797 - París, 1883) pintor francès conegut pels seus quantiosos retrats i quadres de temàtica religiosa.